# Mount Moriah Cemetery
Der Mount Moriah Cemetery im Ort Deadwood in South Dakota, USA wurde 1877 kurz nach der Gründung des Ortes eingerichtet. Der Friedhof liegt teilweise in Hanglage und ist in verschiedene Bereiche unterteilt. Es gibt z. B. Bereiche für unbekannte Tote, für Kinder, für Juden und für Veteranen des Sezessionskrieges einschließlich der Indianerkriege. 

## Bedeutende Grabmäler
- James Butler Hickok „Wild Bill“ – Berühmter Westernheld, Marshall und Glücksspieler
- Martha Canary „Calamity Jane“ – Westernheldin
- Henry Weston Smith „Preacher Smith“ († 1876) – Der erste Pfarrer im Ort, der auf dem Weg zu einer Predigt ermordet wurde
- Seth Bullock – Berühmter Westernheld und der erste Marshall von Deadwood
- W.E. Adams († 1934) – Pionier und Bürgermeister von Deadwood
- Colonel John Lawrence – Gouverneur und Namensgeber des Lawrence County
- Willis H. Bonham (1847–1927) – Herausgeber des The Deadwood Pioneer